# Parroquia San José (La Plata)
La Parroquia San José está localizada en la ciudad de La Plata, provincia de Buenos Aires, Argentina. Se ubica en la intersección de calles 6 y 64.

## Historia
Esta parroquia fue erigida por orden del Obispo de La Plata, monseñor Juan Nepomuceno Terrero. Originalmente, la iglesia estaba emplazada en la esquina de 1 y 58. En su ubicación actual se levantó en 1911 la casa parroquial y un salón para la iglesia, el cual luego se convertiría en el Salón Cine Parroquial. Durante esos años y hasta 1925, fue su primer párroco el presbítero Corellano. Le seguirían Donato Pacella (1925-1929), Santiago Saints (1929-1932), Anunciado Serafini (1932-1935), Pedro A. García Alonso (1935-1944), Arturo I. Ferreyra (1944-1976), Carlos A. Mancuso (1976-2009).
La construcción del templo actual comenzó por iniciativa del párroco Pedro A. García Alonso, y su piedra fundamental fue colocada 18 de marzo de 1937, quedando finalizado el 21 de marzo de 1940. El altar mayor del templo fue inaugurado el día 18 de marzo de 1948.

## Morfología interior
El ingreso tiene un cielorraso de crucerías por encima del cual se encuentra el coro. La nave principal de gran espacialidad culmina en el centro del cruce con el transepto. Tanto los muros exteriores como el cielorraso tienen un revestimiento que imita una sillería en colores al estilo de la arquitectura románica italiana del norte. Asimismo la planta baja de las galerías está decorada con mayólicas azules y doradas con dibujos y detalles de estrellas, letanías, flores, etc. La arquería de la galería superior se continúa sobre los altares laterales hacia el presbiterio y recorre parte del ábside con arcos ciegos que tenían previsto ser decorados con venecitas representando los apóstoles. De éstos sólo se realizaron algunos dejando en blanco el resto.
Por bocetos aportados por el hijo del arquitecto Tito Ciocchini se sabe que era una voluntad de los proyectistas cubrir además la calota semiesférica con una escena de Dios Padre, probablemente también en venecitas. Tanto el altar principal como los laterales fueron diseñados por este mismo profesional.
Pueden verse los trabajos tanto de los bordes de la arquería como de los capiteles ricamente trabajados; todas las columnas están pintadas imitando el mármol de color rojizo. El baptisterio de planta circular presenta cuatro figuras escultóricas representando las virtudes cardinales hechas en mármol de Carrara de una sola pieza de un metro cuarenta de altura. Los confesionarios hechos en madera de petiribí fueron tallados por los hermanos Augusto, Leo y Vigil Mahlknecht así como otros elementos hechos en mármol y madera de cedro que se encuentran en la sacristía.

## Morfología exterior
Juego de volúmenes, entrantes, salientes. Un pórtico de tres arcos uno central más grande y los dos laterales, todos con un techo a dos aguas de tejas cubren el ingreso organizando un nártex exterior. Esta cubierta culmina con una imagen de San José, obra del escultor Arturo Dresco. Sobre la esquina la torre campanario enlaza el lateral y la fachada principal. Son notorias las ocho gárgolas que a pares se asoman en uno de los bordeslas cuales fueron realizadas por el escultor Rodolfo Riganti. A partir de aquí comienza la aguja o torreta también decorada con capillas de diversos tamaños que finalizan con una cruz que en 1994 fue restaurada con un baño de oro que garantizara su inalterabilidad. La cruz del templo era de hierro, se alza actualmente sobre una torreta revestida en cobre con ventanitas de cristal de 2,20 metros de altura y un peso aproximado de 230 kilogramos con un pararrayos de 20 centímetros de altura. Por otro lado sobre el acceso principal al templo, pequeños caracoles como ménsulas, todo un lenguaje de gran detalle, junto con profusas decoraciones orgánicas adornan como en el interior capiteles y arcos. Molduras lombardas recorren exteriormente la fachada.